# Bulbophyllum grotianum
Bulbophyllum grotianum är en orkidéart som beskrevs av Jaap J. Vermeulen. Bulbophyllum grotianum ingår i släktet Bulbophyllum och familjen orkidéer. Inga underarter finns listade i Catalogue of Life.